# Ammoconia aholai
Ammoconia aholai is een vlinder uit de familie uilen (Noctuidae). De wetenschappelijke naam is voor het eerst geldig gepubliceerd in 1996 door Fibiger.
De soort komt voor in Europa.